# Peter Sears
Gordon Peter "Pete" Sears, född 14 mars 1947 i Lake Placid i New York, är en amerikansk före detta ishockeyspelare.
Sears blev olympisk silvermedaljör i ishockey vid vinterspelen 1972 i Sapporo.